# Nephrolepis undulata
Nephrolepis undulata är en spjutbräkenväxtart som först beskrevs av Adam Afzelius och Olof Peter Swartz och som fick sitt nu gällande namn av John Smith.
Nephrolepis undulata ingår i släktet Nephrolepis och familjen Nephrolepidaceae.

## Underarter
Arten delas in i följande underarter:
- Nephrolepis undulata aureoglandulosa
- Nephrolepis undulata delicatula